# Idungatan
Idungatan är belägen i Vasastan och är med sina 200 meter en av de kortaste gatorna i Stockholms innerstad. Den löper från Tre Liljor i söder till Hagagatan i norr. Gatan går parallellt med Vanadisvägen och Ynglingagatan. Gatan fick sitt namn 1900 och är uppkallad efter gudinnan Idun. Hon är i nordisk mytologi fruktbarhetens och kärlekens gudinna. Namnet ingår i kategorin gatunamn: den nordiska gudaläran.
På Idungatan ligger bland annat Messiaskapellet som tidigare var en kyrka. Idag bedriver Stiftelsen Grekiska Kulturhuset en inkubator för kulturföreningar med anknytning till grekisk kultur.

## Arkitektur
Arkitektduon Dorph & Höög har ritat hälften av fastigheterna på Idungatan, däribland Idungatan 4 och Idungatan 7.
| Namn               | Adress        | Byggnadsår | Arkitekt         | Övrigt |
| ------------------ | ------------- | ---------- | ---------------- | ------ |
| Skalmejblåsaren 3  | Idungatan 9   | 1902       | V Bodin          | -      |
| Skalmejblåsaren 4  | Idungatan 7   | 1903-04    | Dorph & Höög     | -      |
| Skalmejblåsaren 9  | Idungatan 1 B | 1924-25    | C Åkerblad       | -      |
| Skalmejblåsaren 10 | Idungatan 1 A | 1944       | T Wennerholm     | -      |
| Skalmejblåsaren 12 | Idungatan 3-5 | 1969       | Alfreds & Larsén | -      |

| Namn    | Adress       | Byggnadsår | Arkitekt                        | Övrigt                           |
| ------- | ------------ | ---------- | ------------------------------- | -------------------------------- |
| Odin 11 | Idungatan 12 | 1904-05    | Dorph & Höög                    | -                                |
| Odin 20 | Idungatan 2  | 1907-09    | Dorph & Höög samt K F Johansson | -                                |
| Odin 21 | Idungatan 4  | 1906-07    | Dorph & Höög                    | Kyrkobyggnad                     |
| Odin 22 | Idungatan 6  | 1903-04    | Dorph & Höög                    | -                                |
| Odin 23 | Idungatan 8  | 1903-04    | Dorph & Höög                    | Stockholms Stadsmissions barnhem |
| Odin 24 | Idungatan 10 | 1903-04    | O Holm                          | -                                |

| Namn     | Adress       | Byggnadsår | Arkitekt    | Övrigt |
| -------- | ------------ | ---------- | ----------- | ------ |
| Hugin 20 | Idungatan 14 | 1913-14    | M Lundstedt | -      |